# Godów Dworski
Godów Dworski – część wsi Godów w Polsce, położona w województwie świętokrzyskim, w powiecie starachowickim, w gminie Pawłów.
W latach 1975–1998 Godów Dworski administracyjnie należał do województwa kieleckiego.
Graniczy z Kolonią Godów, przy Sanktuarium w Kałkowie.
Wierni Kościoła rzymskokatolickiego należą do parafii św. Maksymiliana Kolbe w Kałkowie-Godowie.